# ダーリーン・ハード
ダーリーン・ルース・ハード（Darlene Ruth Hard, 1936年1月6日 - 2021年12月2日）は、アメリカ・カリフォルニア州ロサンゼルス出身の女子テニス選手。1950年代後半から1960年代初頭にかけて活躍し、4大大会で女子シングルス3勝・女子ダブルス13勝・混合ダブルス5勝を獲得した選手である。最盛期の1960年には、全仏選手権と全米選手権の女子シングルス年間2冠と、マリア・ブエノ（ブラジル）とのペアで全仏選手権・ウィンブルドン選手権・全米選手権の女子ダブルス3連勝を成し遂げた。彼女のテニスは、どの技術も生き生きした男性的な力強さにあふれ、とりわけボレーとオーバーヘッド・スマッシュ（頭上から放つスマッシュ）で攻撃力を発揮した。

## 来歴
ハードは1953年から選手経歴を始め、1954年の全米選手権で初めてルイーズ・ブラフとの準決勝に進出した。1955年の全仏選手権で、ハードは女子ダブルスと混合ダブルスの2部門制覇を成し遂げ、ダブルス選手として最初の成功を収めた。1957年の全仏選手権女子ダブルスでシャーリー・ブルーマー（イギリス）と組んで2年ぶり2度目の優勝をした後、ハードはウィンブルドン選手権で女子シングルス・女子ダブルス・混合ダブルスの3部門すべてで決勝に進出した。アリシア・ギブソンと組んだ女子ダブルスと、メルビン・ローズとの混合ダブルスの2部門で優勝したが、女子シングルス決勝ではギブソンに 3-6, 2-6 で敗れた。ギブソンはこの大会で、黒人テニス選手として最初のウィンブルドン優勝者になった。1958年、ハードは全米選手権の女子シングルス決勝にも初進出したが、ここでもギブソンに 6-3, 1-6, 2-6 で競り負けた。この年から1962年まで、ハードは全米選手権の女子ダブルスで「5連覇」を達成する。
1959年のウィンブルドン選手権で、ハードは再び女子シングルス・女子ダブルス・混合ダブルスの3部門決勝進出を果たすが、この年も女子ダブルス・混合ダブルスの2冠獲得で止まり、女子シングルスは2度目の準優勝に終わった。2度目の3部門決勝進出は、女子シングルス決勝で敗れた相手がマリア・ブエノ、女子ダブルスのパートナーがジーン・アースで、混合ダブルスのパートナーはロッド・レーバーであった。翌1960年にハードはテニス経歴の最盛期を迎え、全仏選手権と全米選手権の女子シングルスで初優勝を飾り、ブエノとのコンビで全仏選手権・ウィンブルドン選手権・全米選手権の女子ダブルス3連勝を成し遂げた。全仏選手権の女子シングルス決勝で、ハードはヨラ・ラミレス（メキシコ）に 6-3, 6-4 のストレート勝ちを収め、ここで4大大会女子シングルス初優勝を決めた。ウィンブルドン選手権では、ロッド・レーバーとの混合ダブルスで2年連続優勝を果たすが、女子シングルスでは準々決勝でサンドラ・レイノルズ（南アフリカ）に不覚の敗戦を喫してしまう。全米選手権では、ハードはブエノとの決勝対決を 6-4, 10-12, 6-4 で制した。パートナーのマリア・ブエノは、年頭の全豪選手権の女子ダブルスはクリスティン・トルーマン（イギリス）と組んで優勝したため、1960年はブエノ1人について「女子ダブルス年間グランドスラム」が成立する。
1961年の全米選手権で、ハードはイギリスのアン・ヘイドンを 6-3, 6-4 で破り、女子シングルス2連覇を達成した。1962年、彼女は初めてオーストラリアに渡り、キャリア唯一の全豪選手権に出場する。オーストラリアの地では、ハードは女子ダブルス・混合ダブルスの2部門は準優勝したものの、女子シングルスは準々決勝でジャン・レヘインに敗退した。3連覇を目指した全米選手権でも、ハードは決勝でオーストラリア女子の第一人者、マーガレット・スミスに 7-9, 4-6 で敗れてしまう。1962年全米選手権の女子ダブルス決勝で、ハードとブエノはビリー・ジーン・モフィット＆カレン・サスマン組を 4-6, 6-3, 6-2 で破り、ハードはこの部門で「5連覇」を達成した。しかし、1963年の全米女子ダブルス決勝でマーガレット・スミス＆ロビン・エバーン組に 6-4, 8-10, 3-6 で敗れたことにより、ハードは全米女子ダブルス6連覇を逃した。彼女の4大大会シングルス成績は、1963年のウィンブルドン選手権ベスト4と全米選手権のベスト8で終わっている。
1963年、女子テニス国別対抗戦「フェデレーションカップ」（現在のフェドカップ）が創設された。ハードは第1回大会のアメリカ代表選手に選ばれ、ビリー・ジーン・モフィット、キャロル・コールドウェルとともに、最初のフェデレーション杯でアメリカ・チームを優勝に導いた。ハードのフェデレーション杯出場は、最初の1度だけである。
それから6年後の1969年、ダーリーン・ハードは「全米オープン」の女子ダブルスで7年ぶり6度目の優勝を果たす。テニス界は前年の1968年から「オープン化措置」を実施し、プロテニス選手の4大大会出場を解禁したため、大会名称も「全米オープン」に変更された。ハードは全米オープンの女子ダブルスでフランソワーズ・デュール（フランス）とペアを組み、マーガレット・スミス・コート＆バージニア・ウェード組に 0-6, 6-4, 6-4 の逆転勝利を収めた。こうして、ハードは1963年ウィンブルドン選手権以来6年ぶりの4大大会タイトルを取り、総計「21勝」（女子シングルス3勝＋女子ダブルス13勝＋混合ダブルス5勝＝21勝）を獲得した。1973年に国際テニス殿堂入りを果たしている。
引退後は南カリフォルニア大学の職員として45年ほどを過ごした。結婚したが、子供には恵まれなかった。また、キャリアのすべてにおいて、女子テニスがアマチュアスポーツであったハードは、周囲に経歴を告げることはなかったという。
2021年12月2日、ロサンゼルスの病院にて死去。85歳没。

## 4大大会優勝
- 全仏選手権 女子シングルス：1勝（1960年）／女子ダブルス：3勝（1955年・1957年・1960年）／混合ダブルス：2勝（1955年・1961年）
- ウィンブルドン選手権 女子ダブルス：4勝（1957年・1959年・1960年・1963年）／混合ダブルス：3勝（1957年・1959年・1960年） ［女子シングルス準優勝2度：1957年・1959年］
- 全米選手権 女子シングルス：2勝（1960年・1961年）／女子ダブルス：6勝（1958年 - 1962年・1969年） ［女子シングルス準優勝2度：1958年・1962年／女子ダブルス5連覇を含む］

| 年     | 大会       | 対戦相手       | 試合結果        |
| ------ | ---------- | -------------- | --------------- |
| 1960年 | 全仏選手権 | ヨラ・ラミレス | 6-3, 6-4        |
| 1960年 | 全米選手権 | マリア・ブエノ | 6-4, 10-12, 6-4 |
| 1961年 | 全米選手権 | アン・ヘイドン | 6-3, 6-4        |